# Hardball (televisieserie uit 1994)
Hardball is een Amerikaanse sitcom die van 4 september tot 4 november 1994 op FOX werd uitgezonden. De serie is enigszins geïnspireerd op de film Major League uit 1989. Na slechts negen afleveringen werd de serie weer afgevoerd.

## Uitgangspunt
Hardball volgt de spelers en staf van de Pioneers, een fictief American League honkbalteam. Onder de spelers bevinden zich werper Dave Logan, die grotendeels over het hoofd gezien is door de MLB, achtervanger Mike Widmer, die zijn beste tijd gehad heeft, de energieke tweede honkman Arnold Nixon, die met financiële problemen kampt, midvelder Frank Valente, wiens arrogante, dure "superster"-manieren hem in conflict brengen met Dave, en aankomend talent Lloyd LaCombe, een werper met potentieel maar zonder consistentie. Tot de staf behoren teameigenaar Mitzi Balzer, die een scherpe tong heeft en haar team van de laatste plaats probeert te krijgen en public relations-verantwoordelijke Lee Emory, die haar handen vol heeft aan Mitzi en het team. In de eerste aflevering ontslaat Mitzi de manager en vervangt hem door de timide Ernest "Happy" Talbot, die niet zeker weet hoe hij de Pioneers als team kan laten samenwerken.

## Rolverdeling
| Acteur              | Personage             |
| ------------------- | --------------------- |
| Bruce Greenwood     | Dave Logan            |
| Mike Starr          | Mike Widmer           |
| Joe Rogan           | Frank Valente         |
| Phill Lewis         | Arnold Nixon          |
| Chris Browning      | Lloyd LaCombe         |
| Dann Florek         | Ernest 'Happy' Talbot |
| Steve Hytner        | Brad Coolidge         |
| Alexandra Wentworth | Lee Emory             |
| Rose Marie          | Mitzi Balzer          |
| Adam Hendershott    | Nelson Balzer         |

## Afleveringen
1. Pilot
2. Mike's Release
3. The Butt Winnick Story
4. Whose Strike Is It Anyway?
5. Frank Buys an Island, Mike Pays the Price
6. Lee's Bad, Bad Day
7. My Name is Hard B.
8. See Spot Run
9. The Rookie, the Batgirl, the Coach and His Wife